# Eva-Maria Lahl
Eva-Maria Lahl, auch Eva-Maria Schmitt-Lahl (* 1929; † vor oder am 3. Juni 2024), war eine deutsche Schauspielerin und Synchronsprecherin.

## Leben und Karriere
Eva-Maria Lahl erhielt bereits 1954 ein Engagement am Mannheimer Nationaltheater. Sie spielte beispielsweise 1954 die Rolle der Phoebe in William Shakespeares Wie es euch gefällt und im selben Jahr die Mercy in Arthur Millers Hexenjagd. Daneben war sie 1955 als Bertha in Friedrich Schillers Die Verschwörung des Fiesco zu Genua, Flipote in Molières Tartuffe, Salchen in Ferdinand Raimunds Der Alpenkönig und der Menschenfeind und Minnie Fay in Billy Wilders Heiratsvermittlerin zu sehen. Lahl zog schließlich nach Bayern, wo sie Anfang der 2000er-Jahre in Westerham bei München wohnte. Dort inszenierte sie etwa Theaterstücke im kleinen Theater der VHS Feldkirchen-Westerham, wo sie 2017 letztmalig die Leitung bei der Aufführung von Federico García Lorcas Bluthochzeit übernahm. Am Gymnasium der Stadt Bad Aibling leitete sie zudem zeitweise die Theatergruppe.
In Bayern begann Lahl auch ab den 1960er-Jahren verstärkt ihre Arbeit im Bereich der deutschen Film- und Fernsehsynchronisation. Als Synchronsprecherin lieh Lahl unter anderem Emy Storm, Betty White, Anne Meara und Doris Roberts ihre Stimme. Einer breiteren Öffentlichkeit wurde ihre Stimme aufgrund ihrer Rollen als Alma Svensson (Emy Storm) in den Michel aus Lönneberga-Spielfilmen, Grammi Gummi in Disneys Gummibärenbande oder Agnes Skinner in Die Simpsons bekannt.
Eva-Maria Lahl war zeitweise mit dem deutschen Dialogbuchautor und Synchronregisseur Lothar Michael Schmitt (1931–2011) verheiratet.

## Synchronarbeiten (Auswahl)
Emy Storm
- 1971: als Alma, Michels Mutter in Immer dieser Michel 1. – Michel in der Suppenschüssel
- 1972: als Alma, Michels Mutter in Immer dieser Michel 2. – Michel muß mehr Männchen machen
- 1973: als Alma, Michels Mutter in Immer dieser Michel 3. – Michel bringt die Welt in Ordnung

Tress MacNeille
- 1997–2005: als Oma Gertie in Hey Arnold!
- 2007: als Agnes Skinner in Die Simpsons – Der Film

Betty White
- 2003: als Emily Sutton in Ein Schlitzohr namens Santa Claus
- 2012–2015: als Elka Ostrovsky in Hot in Cleveland

### Filme
- 1992: Dana Ivey als Mrs. Stone, Rezeptionistin in Kevin – Allein in New York
- 2002: Kathleen McAuliffe als Mrs. Hudson in Sherlock Holmes – Der Vampir von Whitechapel
- 2005: Mary Beth Hurt als Richterin Brewster in Der Exorzismus von Emily Rose
- 2010: Linda Lavin als Nana Judy in Plan B für die Liebe
- 2011: Doris Roberts als Mrs. Thompson in Phineas und Ferb: Quer durch die 2. Dimension
- 2014: Anne Meara als Winnie in Planes 2 – Immer im Einsatz
- 2016: Etsuko Ichihara als Hitoha Miyamizu in Your Name. – Gestern, heute und für immer

### Serien
- 1971–1974: Florence Henderson als Carol Brady in Drei Mädchen und drei Jungen
- 1988–1991: June Foray als Grammi Gummi in Disneys Gummibärenbande
- 2003–2010: Pauline Little als Oma in Caillou
- 2018: Tomoko Katsuhira als Mikos Großmutter in Devilman Crybaby